# أوتو بيرغ
أوتو بيرغ (بالنرويجية البوكمول: Otto Berg)‏ هو لاعب قفز طويل نرويجي، ولد في 24 أغسطس 1906 في مولده في النرويج، وتوفي في 10 أبريل 1991 في باروم في النرويج.

## وصلات خارجية
- أوتو بيرغ على موقع الاتحاد الدولي لألعاب القوى (الإنجليزية)
- أوتو بيرغ على موقع اللجنة الأولمبية الدولية (الإنجليزية)
- أوتو بيرغ على موقع أوليمبيديا (الإنجليزية)